# سهیل پرسته
سهیل پرسته (زادهٔ ۱ بهمن ۱۳۷۷ در فومن – درگذشتهٔ ۳ فروردین ۱۳۹۸ در ماسوله) کشتی‌گیر آزادکار اهل ایران بود. و دارندهٔ مدال طلای وزن ۷۰ کیلوگرم رده جوانان مسابقات کشتی ساحلی قهرمانی جهان ۲۰۱۷ دالیان ترکیه بود.

## فعالیت ورزشی
سهیل پرسته از شاگردان محسن کاوه در کشتی آزاد و فردین معصومی سرمربی وقت کشتی ساحلی تیم ملی ایران در کشتی ساحلی بود. وی در سال ۱۳۹۶ در مسابقات کشتی ساحلی قهرمانی جهان در شهر دالیان کشور ترکیه حاضر بود و ضمن کسب مقام اول به مدال طلای وزن ۷۰ کیلوگرم جوانان دست یافت. پرسته در رقابت‌های انتخابی وزن ۷۰ کیلوگرم تیم ملی کشتی آزاد جوانان ایران در اسفند ۱۳۹۷ به مقام دوم دست یافت و به اردوی تیم ملی کشتی آزاد جوانان ایران دعوت شد؛ ولی به‌دلیل سانحهٔ تصادف منجر به فوت نتوانست در آن شرکت کند.

## عناوین و افتخارات
- مقام نخست و مدال طلای وزن ۷۰ کیلوگرم ردهٔ جوانان در مسابقات کشتی ساحلی قهرمانی جهان ۲۰۱۷ ترکیه[۳][۱۴]پرسته در مسابقات قهرمانی جهان ترکیه

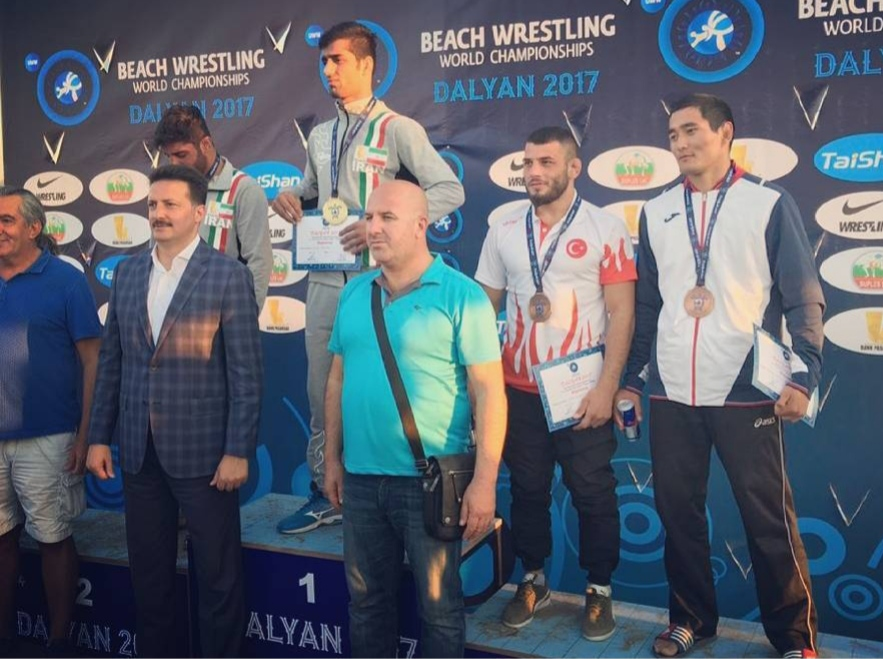
پرسته در مسابقات قهرمانی جهان ترکیه

- مقام دوم و مدال نقرهٔ وزن ۷۰ کیلوگرم رقابت‌های انتخابی تیم ملی کشتی آزاد جوانان، اسفند ۱۳۹۷
- مقام دوم و مدال نقرهٔ وزن ۷۰ کیلوگرم رقابت‌های انتخابی تیم ملی کشتی آزاد جوانان، بهمن ۱۳۹۶[۱۵]
- مقام نخست وزن ۷۴ کیلوگرم رقابت‌های گروه «ب» کشتی آزاد جوانان کشور، مهر ۱۳۹۷[۱۶][۱۷][۱۸]
- مقام دوم و مدال نقرهٔ وزن ۶۶ کیلوگرم چهاردهمین دوره مسابقات بین‌المللی کشتی آزاد جوانان «جام شهید هاشمی‌نژاد»، بهمن ۱۳۹۵[۱۹][۲۰][۲۱]

## درگذشت
سهیل پرسته بامداد روز شنبه ۳ فروردین ۱۳۹۸ در پی سانحهٔ رانندگی در سه‌راه آبرود جادهٔ ماسوله، همراه با «سید علی موسوی» و «حسن علی‌نیا» و «جواد قربانزاده»، سه کشتی‌گیر دیگر گیلانی، درگذشت. خودروای که سهیل پرسته یکی از سرنشینان آن بود از مسیر ماسوله به سمت فومن در حال حرکت بود که با یک دستگاه خودرو هیوندای توسان تصادف کرد. پیکر سهیل پرسته در روز ۴ فروردین ۱۳۹۸ در قبرستان گلزار شهدای امام‌زاده میرزای فومن به خاک سپرده شد.

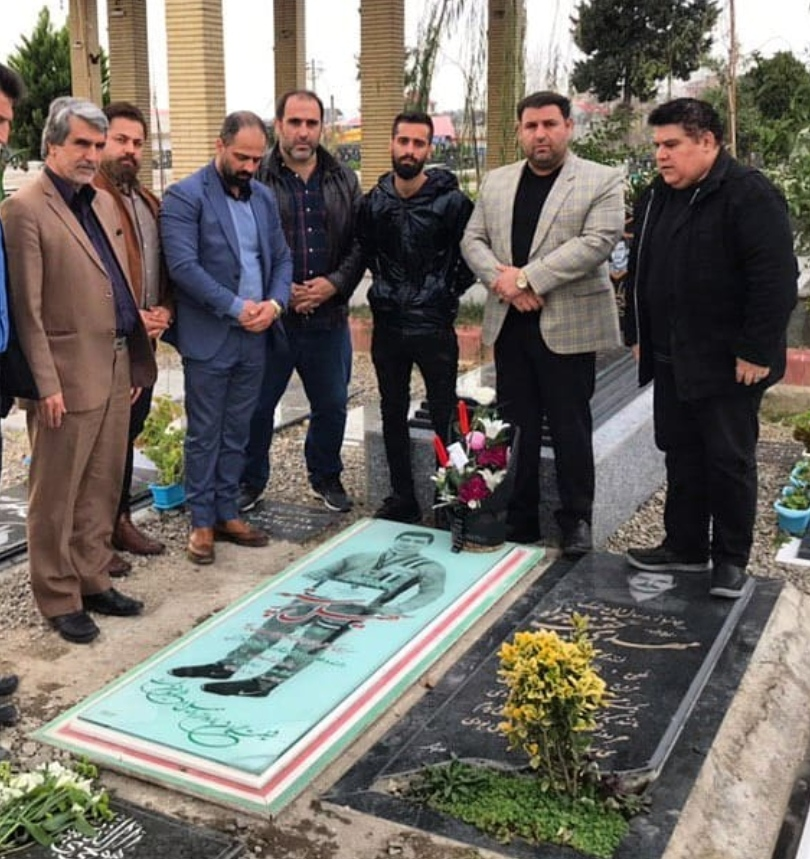
مزار سهیل پرسته در گلزار شهدای شهرستان فومن